# اودینی (کمون)
اودینی (به فرانسوی: Audignies) یک کمون در فرانسه است که در canton of Bavay واقع شده‌است. اودینی ۳٫۶۶ کیلومتر مربع مساحت دارد ۱۳۷ متر بالاتر از سطح دریا واقع شده‌است.